# Árpád Vezér Gimnázium és Kollégium

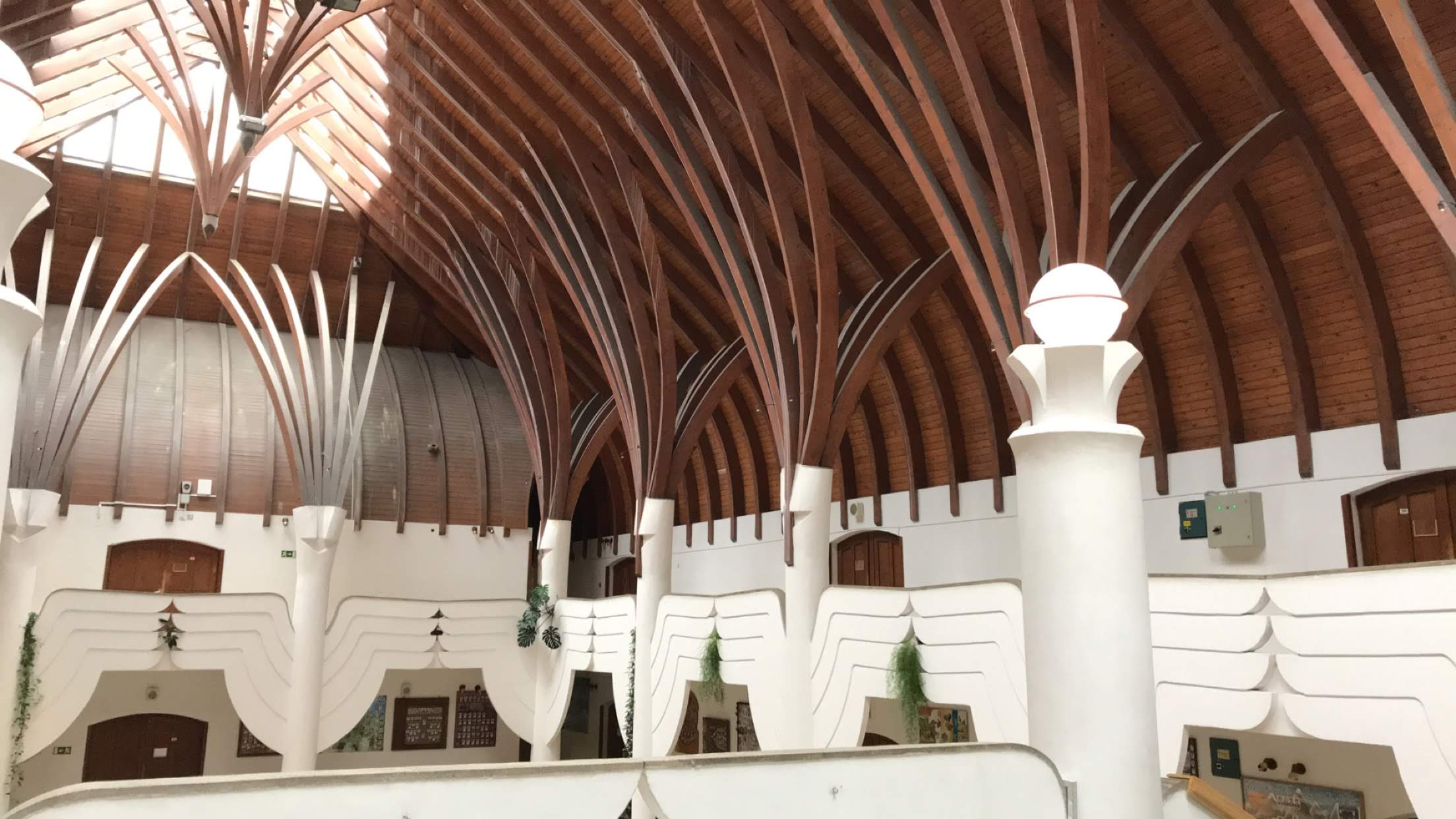
Az épület fatetőszerkezete

Magyarország északkeleti régiójában, Borsod-Abaúj-Zemplén vármegyében, Sárospatakon elhelyezkedő középfokú oktatási intézmény az Árpád Vezér Gimnázium és Kollégium. Az iskola épületét Makovecz Imre tervezte és a legelső tanévük az 1993-1994-es volt. 1988-ban leendő tanárokkal közösen álmodták meg az alaprajzot: a tantermek egy felülről megvilágított nagy aulát vesznek körbe. Makovecz ezt a teret öltöztette ünneplőbe, kitárt angyalszárnyak körfonatába. A gimnáziumot körbevevő négy saroktorony a sárospataki vár mintájára született, és vertikális hangsúlyt ad az épületnek.

## Névadója
Magyarország egyik legfontosabb történelmi személyiségéről kapta nevét, Árpád vezérről, ki bevezette népünket a Kárpát-medencébe a IX. század végén.

## Címere

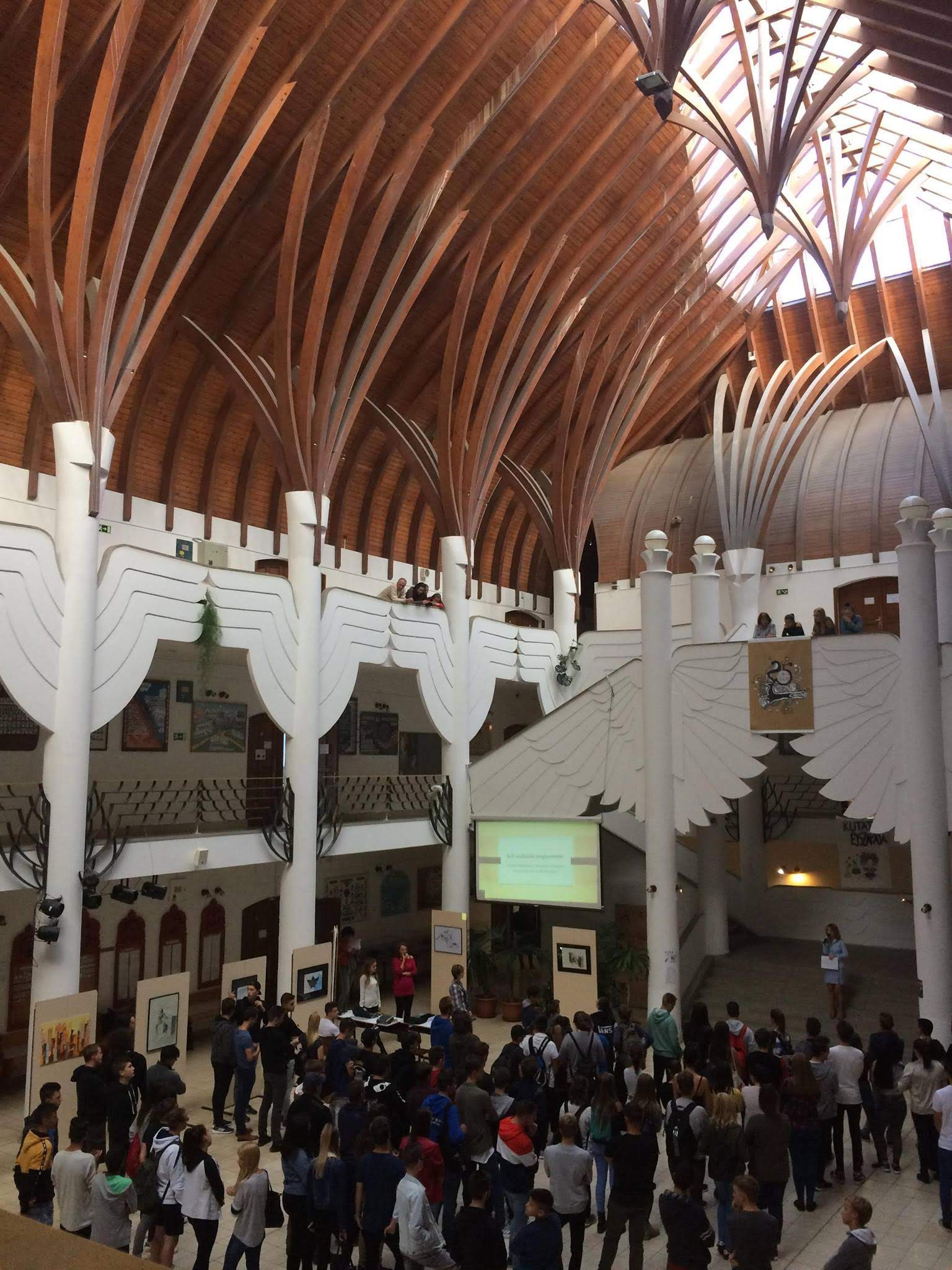
Aula

Az iskola címerén egy életfát ábrázoló honfoglalás kori hajfonatkorong motívuma látható. Szimbolizálva a haladó szellemiséget és a múlt nagy becsben tartását.

## Testvériskolák
- Márai Sándor Magyar Tanítási Nyelvű Gimnázium és Alapiskola – Kassa
- Nagykaposi Gimnázium – Nagykapos
- Királyhelmeci Gimnázium – Királyhelmec
- II. Rákóczi Ferenc Középiskola – Munkács
- Bartók Béla Elméleti Líceum – Temesvár
- Orbán Balázs Gimnázium – Székelykeresztúr

## A 2024/2025-ös tanévben induló osztályok

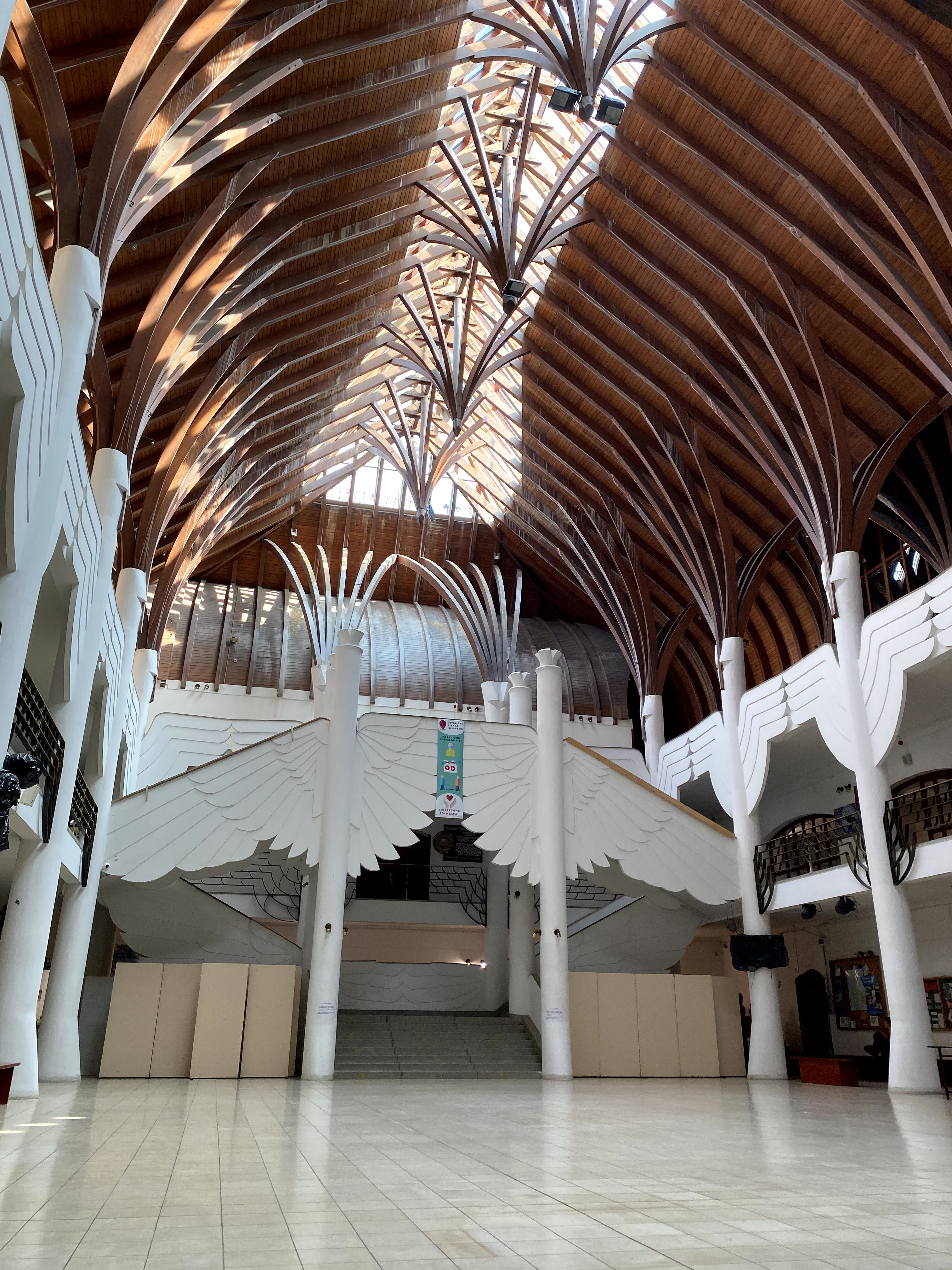
Aula

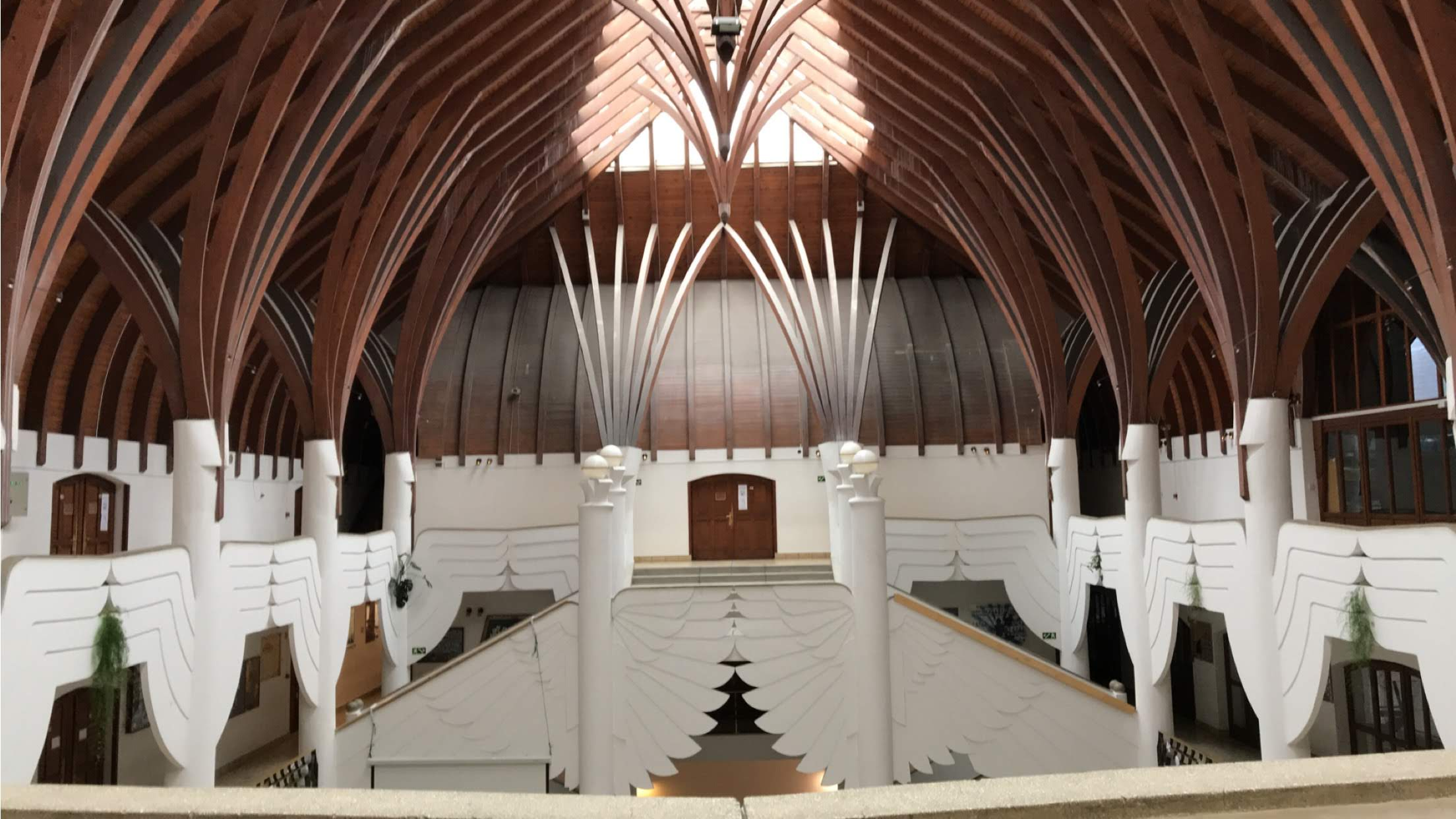
Második emeleti kilátás

| Képzési forma          | Kód  | Évfolyam | Tagozat                                                        |
| ---------------------- | ---- | -------- | -------------------------------------------------------------- |
| Négyévfolyamos osztály | 0041 | 4        | Emelt szintű angol nyelv és nèmet vagy olasz nyelvből.         |
| Négyévfolyamos osztály | 0042 | 4        | Emelt szintű angol nyelv, digitális kultúra és matematika      |
| Négyévfolyamos osztály |      |          |                                                                |
| Négyévfolyamos osztály | 0043 | 4        | Emelt szintű angol nyelv, történelem, magyar nyelv és irodalom |
| Négyévfolyamos osztály | 0044 | 4        | Emelt szintű angol nyelv, biológia és földrajz                 |
| Ötévfolyamos osztály   | 0051 | 5        | Arany János Tehetséggondozó Program                            |
| Ötévfolyamos osztály   |      |          |                                                                |
| Hatévfolyamos osztály  | 0061 | 6        | Emelt szintű angol nyelv és informatia vagy digitális kultúra  |
| Hatévfolyamos osztály  |      |          |                                                                |

## Árpád díj
Az Árpád díj az iskola különdíja, melyet minden évben egy végzős tanuló kap meg. A tanulmányai alatt kitűnő tanulmányi- illetve versenyeredményekkel gyarapította az iskolát, továbbá az iskolai életben is részt vett aktívan.
| 1997 | Smajda Beáta       |
| 1998 | Sápi Szilvia       |
| 1999 | Cserkúti Péter     |
| 2000 | Halászi Györgyi    |
| 2001 | Gál György         |
| 2002 | Kővári Ágnes       |
| 2003 | Pocsai Tamás       |
| 2004 | Üveges Márk Péter  |
| 2005 | Jancsó Sándor      |
| 2006 | Jobbágy László     |
| 2007 | Majoros Zsuzsanna  |
| 2008 | Mózes Enikő        |
| 2009 | Kozma Tamás Roland |
| 2010 | Bodnár Dávid       |
| 2011 | Kiss László        |
| 2012 | Kavecsánszki Ádám  |
| 2013 | Nagy Bálint        |
| 2014 | Nagy Dániel        |
| 2015 | Hornyák Dávid      |
| 2016 |                    |
| 2017 | György Zoltán      |
| 2021 | Hutkai Bence       |

## Mazsolaavató
Minden tanév kezdésnél az iskola új tanulóit a mazsola névvel látják el. Az ő avatásukról szól a mazsolaavató, mely ősszel, általában októberben kerül megrendezésre. A program aktív résztvevőinek, a mazsoláknak (7. és 9-es tanulók) különböző feladatokat kell megoldaniuk, melyben a csapatépítés fontossága a jó hangulattal és humorral ötvözve jelenik meg. A feladatokat a végzős diákok állítják össze.